# Літанія
Літа́нія — в християнстві урочиста церковна служба, а також молитва, в якій заклики до Бога чи Святого доповнюються регулярно повторюваними проханнями. Латинське слово лат. litania походить від грецького грец. λιτή, що означає «молитва» або «прохання». Літанії можуть бути звернені до Ісуса Христа, Діви Марії та різних святих. Найчастіше вживається в Богослужбовій практиці католицької церкви. Літанії співаються або читаються в храмі здебільшого в поєднанні зі Святою Месою чи іншими богослужіннями. Також можуть читатися окремими групами вірних або віруючим, як індивідуальна молитва, так і поза храмом. 

## Історія
Безпосередніми попередниками літаній, ймовірно, були існуючі в Сирії з III ст. молитовні розспіви з частим повторюванням «Kyrie eleison» («Господи помилуй»). Пізніше вони поширилися в богослужбових практиках усього християнського світу, в т. ч. і в католицькій церкві. В 529 році Везонський собор постановив запровадити спів «Kyrie eleison» на месах, утренях і вечірнях.